# 史提芬·奧哈洛蘭
史提芬·奧哈洛蘭（英語：Stephen O'Halloran，1987年11月29日—）出生在科克郡科布，是一名愛爾蘭足球運動員，司職後衛，現效力英甲球會卡素爾。

## 生平

### 球會
2003年7月，奧哈洛蘭成為阿士東維拉的一員。2006/07球季的季前友賽，他已經打進了阿士東維拉的大軍名單，不過卻並沒有上陣。後來，他與阿士東維拉簽下新約直至2009年。然而，他自史雲斯歸來後，並沒有上陣任何賽事，而他的合約亦會在2008/09球季完結。2006年10月，他被外借至韋甘比，並發揮了關鍵作用，帶領他們進入聯賽杯半準決賽。然而，他的借用期在聯賽杯第二回合前完結，韋甘比最終以5-1的比分大敗予車路士。2008年1月16日，他被外借至修咸頓直至2月，期間僅後備上陣了一場。
2月28日，奧哈洛蘭外借至列斯聯，為期一個月。然而不幸的是，他在對史雲頓的賽前熱身時十字韌帶重傷，使他缺陣長達一年。
11月5日，奧哈洛蘭被外借至史雲斯，並在首三個月與阿根廷左閘費德里科·比施桑尼競爭正選位置。後來，他填補了因傷而缺陣大部分賽事的愛爾蘭後衛馬高斯·帕因特。2008年12月25日，他因另一前十字韌帶受傷而結束了在史雲斯的借用期。他並不排除未來會在史雲斯效力。
2010年6月23日，奧哈洛蘭通過體測免費轉投英冠球會高雲地利，簽約一年，期間在各項賽事合共上陣13場，於球季結束後被放棄。
2011年6月24日奧哈洛蘭同意於8月1日後加盟英甲球會卡素爾，簽約一年。

## 國際賽生涯
儘管奧哈洛蘭從未在阿士東維拉一隊上陣，但在2007年5月16日，他被當時的愛爾蘭主帥史蒂夫·史當頓徵召，並在對厄瓜多爾和玻利維亞的賽事中後備上陣。此外，他代表過愛爾蘭U15、U16、U17和U21。

## 榮譽

### 球會
阿士東維拉
- BBC每月最佳年青球員：2008年1月
- 全愛爾蘭最佳21歲以下球員：2008年

## 外部連結
- 足球数据库：史提夫·奧哈洛蘭的球员统计数据
- Aston Villa Player Database
- Republic of Ireland profile （页面存档备份，存于）
- Article on Southampton F.C. website[永久]